# Kanurennsport-Europameisterschaften 1969
Die Kanurennsport-Europameisterschaften 1969 fanden in Moskau in der Sowjetunion statt. Es waren die 10. Europameisterschaften, Ausrichter war der Internationale Kanuverband. Da in den Folgejahren die Weltmeisterschaften außerhalb der Jahre, in denen Olympische Sommerspiele stattfanden, jährlich ausgetragen wurden, war dies bis zur Wiederaufnahme 1997 die letzte Ausgabe von Kanurennsport-Europameisterschaften.

## Ergebnisse
Insgesamt wurden Wettbewerbe in 16 Kategorien ausgetragen, davon drei für Frauen.

### Herren

#### Kanadier
| Disziplin | Disziplin | Gold                                     | Leistung     | Silber                                    | Leistung     | Bronze                                     | Leistung     |
| --------- | --------- | ---------------------------------------- | ------------ | ----------------------------------------- | ------------ | ------------------------------------------ | ------------ |
| C1        | 1.000 m   | Tamás Wichmann                           | 4:23,80 min  | Nikolai Fedulow                           | 4:24,25 min  | Tibor Tatai                                | 4:25,51 min  |
| C1        | 10.000 m  | Tamás Wichmann                           | 50:10,60 min | Gyula Petrikovics                         | 50:12,60 min | Ivan Makarenko                             | 50:36,40 min |
| C2        | 1.000 m   | RumänienSerghei Covaliov Ivan Patzaichin | 3:57,30 min  | RumänienConstantin Manea Vicol Calabiciov | 3:59,02 min  | SowjetunionVasili Kaliaghin Walerij Drybas | 4:00,62 min  |
| C2        | 10.000 m  | UngarnLászló Hingt István Cserha         | 45:46,80 min | SowjetunionNaum Procupeț Michail Samotin  | 46:13,00 min | SchwedenBernt Lindelöf Erik Zeidlitz       | 46:49,20 min |

#### Kajak
| Disziplin | Disziplin     | Gold                                                                                              | Leistung     | Silber                                                            | Leistung     | Bronze                                                                         | Leistung     |
| --------- | ------------- | ------------------------------------------------------------------------------------------------- | ------------ | ----------------------------------------------------------------- | ------------ | ------------------------------------------------------------------------------ | ------------ |
| K1        | 500 Meter     | Anatoli Tischtschenko                                                                             | 1:53,57 min  | Aurel Vernescu                                                    | 1:55,19 min  | Anatoly Kaptur                                                                 | 1:55,45 min  |
| K1        | 1.000 Meter   | Oleksandr Schaparenko                                                                             | 4:02,47 min  | Anatoli Tischtschenko                                             | 4:03,00 min  | Lars Andersson                                                                 | 4:04,79 min  |
| K1        | 10.000 Meter  | Wiktor Zarjow                                                                                     | 44:37,80 min | Erik Hansen                                                       | 44:59,20 min | Konstantin Kostenko                                                            | 45:08,60 min |
| K1        | 4 × 500 Meter | SowjetunionAnatoly Kaptur Anatoli Tischtschenko Anatoly Sedatchev Valeri Bogatov                  | 7:37,20 min  | RumänienIon Jacob Eugen Botez Aurel Vernescu Mihai Zafiu          | 7:40,65 min  | UngarnCsaba Giczy Mihály Hesz István Csizmadia Imre Szöllősi                   | 7:41,91 min  |
| K2        | 500 Meter     | RumänienAurel Vernescu Atanasie Sciotnic                                                          | 1:41,45 min  | SowjetunionWladimir Obraszow Georgi Karjuchin                     | 1:42,84 min  | NiederlandePaul Hoekstra Jan Wittenberg                                        | 1:43,39 min  |
| K2        | 1.000 Meter   | SowjetunionAlexander Sheparenko Wolodymyr Morosow                                                 | 3:38,80 min  | SchwedenStig Andersson Gunnar Utterberg                           | 3:39,47 min  | UngarnCsaba Giczy István Timár                                                 | 3:40,00 min  |
| K2        | 10.000 Meter  | UngarnGéza Csapó István Timár                                                                     | 41:32,20 min | NorwegenEgil Søby Jan Johansen                                    | 41:37,60 min | RumänienStefan Pocora Vasile Simioncenco                                       | 41:48,00 min |
| K4        | 1.000 Meter   | Deutsche Demokratische RepublikKlaus-Uwe Will Eduard Augustin Joachim Mattern Klaus-Peter Ebeling | 3:12,03 min  | RumänienDimitrie Ivanov Roco Ruzhan Ion Jacob Atanasie Sciotnic   | 3:13,22 min  | SowjetunionMykola Tschuschykow Anatoli Grischin Dmitri Matwejew Waleri Didenko | 3:13,33 min  |
| K4        | 10.000 Meter  | Deutsche Demokratische RepublikKlaus-Uwe Will Eduard Augustin Joachim Mattern Klaus-Peter Ebeling | ? min        | RumänienCostel Cosnita Harali Ivanoviev Anton Calenic Ion Terente | ? min        | unbekannt                                                                      | ? min        |

### Frauen

#### Kajak
| Disziplin | Disziplin | Gold                                                                       | Leistung    | Silber                                                                      | Leistung    | Bronze                                                                       | Leistung    |
| --------- | --------- | -------------------------------------------------------------------------- | ----------- | --------------------------------------------------------------------------- | ----------- | ---------------------------------------------------------------------------- | ----------- |
| K1        | 500 Meter | Tamara Shymanskaya                                                         | 2:09,45 min | Renate Breuer                                                               | 2:11,82 min | Anna Pfeffer                                                                 | 2:12,10 min |
| K2        | 500 Meter | SowjetunionLjudmila Lyaushko Tamara Shymanskaya                            | 1:56,52 min | UngarnAnna Pfeffer Katalin Holosi                                           | 1:58,81 min | BR DeutschlandAnnemarie Zimmermann Roswitha Esser                            | 1:59,37 min |
| K4        | 500 Meter | SowjetunionLjudmila Lyaushko Tamara Shymanskaya Natalia Boiko Nelli Vakula | 1:46,70 min | BR DeutschlandElke Felten Roswitha Esser Annemarie Zimmermann Renate Breuer | 1:47,56 min | SowjetunionMaria Ivanova Ljuba Beresneva Galina Kirjarova Tatiana Maljarenko | 1:49,18 min |

## Medaillenspiegel
| Platz  | Land                            | Gold | Silber | Bronze | Gesamt |
| ------ | ------------------------------- | ---- | ------ | ------ | ------ |
| 1      | Sowjetunion                     | 8    | 4      | 5      | 17     |
| 2      | Ungarn                          | 4    | 2      | 4      | 10     |
| 3      | Rumänien                        | 2    | 5      | 2      | 9      |
| 4      | Deutsche Demokratische Republik | 2    | 0      | 0      | 2      |
| 5      | BR Deutschland                  | 0    | 2      | 1      | 3      |
| 6      | Schweden                        | 0    | 1      | 2      | 3      |
| 7      | Norwegen                        | 0    | 1      | 0      | 1      |
| 7      | Dänemark                        | 0    | 1      | 0      | 1      |
| 9      | Niederlande                     | 0    | 0      | 1      | 1      |
| Gesamt |                                 | 16   | 16     | 15     | 47     |